# 926年
| 千纪： | 1千纪 |
| 世纪： | 9世纪 \| 10世纪 \| 11世纪 |
| 年代： | 890年代 \| 900年代 \| 910年代 \| 920年代 \| 930年代 \| 940年代 \| 950年代 |
| 年份： | 921年 \| 922年 \| 923年 \| 924年 \| 925年 \| 926年 \| 927年 \| 928年 \| 929年 \| 930年 \| 931年 |
| 纪年： | 丙戌年（狗年）；南吴顺义六年；吴越宝正元年；于阗同慶十五年；契丹天赞五年，天显元年；南汉白龙二年；后唐（闽、荆南）同光四年，天成元年；东丹国甘露元年；大長和初曆二年；日本延長四年；后百济正开二十六年；高丽天授九年 |

## 大事记
- 中國
  - 契丹消滅渤海國，遼太祖封皇太子耶律倍於其地，名為東丹國。
  - 閩嗣王王延翰之弟王延鈞及王審知之養子王延稟聯手反叛，進軍閩國都城福州。
  - 二月，魏博的一個士兵皇甫暉因為賭博輸錢，煽動不能還鄉的同袍們發動兵變，斬殺指揮使楊仁晸，脅迫留守趙在禮叛亂，攻下鄴都，是為鄴都之變。
  - 5月15日——兴教门之变，後唐伶人郭從謙叛變，火燒興教門，後唐莊宗李存勗被流箭射殺。
  - 6月3日——後唐明宗李嗣源繼位。
  - 9月6日——契丹耶律阿保機逝世，皇后述律平稱制，次子耶律德光總攬朝政。

## 出生
- 北漢睿宗劉鈞

## 逝世
- 郭崇韜，後唐侍中、成德節度使，討伐前蜀有功，卻因與後唐莊宗刘皇后不和而被族滅。
- 5月15日——後唐莊宗李存勗。
- 5月18日——前蜀後主王衍。
- 9月6日——遼太祖耶律阿保機，契丹第一任皇帝。